# Jannes Eggens
Jannes Eggens (Utrecht, 20 oktober 1891 - Den Haag, 30 juli 1964) was een van Nederlands bekendste rechtsgeleerden en Nederlands belangrijkste methodologisch denker over het recht van de 20e eeuw. Onder juristen is hij vooral bekend door zijn bijdragen in het Weekblad voor Privaatrecht, Notariaat en Registratie (WPNR) en zijn zitting in het ‘driemanschap’ dat na de dood van Eduard Meijers het nieuwe Burgerlijk Wetboek ontwierp.

## Biografie
Jannes Eggens werd geboren als zoon van Jakob Eggens en Adriejeene Constance Vorsterman van Oijen. Zijn vader was een vooraanstaand notaris en het was daarom niet verwonderlijk dat hij, naast zijn studie rechten in Utrecht, zich ook voorbereidde op het examen voor kandidaat-notaris. Tegen het einde van zijn studententijd huwde hij Sophie Henriette Elisabeth Torchiana.
Na in 1917 in Utrecht gepromoveerd te zijn in de rechten (promotie op stellingen) legde hij zich toe op het lesgeven aan de opleiding voor het notariële staatsexamen. Hij zorgde ervoor dat de (toen nog) buitenuniversitaire opleiding op wetenschappelijk niveau gebracht werd. Daarnaast viel hij op door zijn vernieuwende artikelen in het WPNR.
In 1935 werd hij aangesteld als hoogleraar Nederlands-Indisch burgerlijk recht aan de Rechtshogeschool van Batavia (nu rechtenfaculteit van de Universitas Indonesia), nadat Henk Hoetink was benoemd tot hoogleraar Romeins recht aan de Universiteit van Amsterdam. Deze functie, vanaf 1940 gecombineerd met het hoogleraarschap in het notariële recht, vervulde hij officieel tot 1946. In 1941 werd hij echter naar Londen geroepen door de Nederlandse regering in ballingschap, om verschillende functies te bekleden. Zo nam hij plaats in de Buitengewone Raad van Advies en was hij hoofd van de afdeling Rechtsverkeer in Oorlogstijd van het departement van Koloniën. Uiteindelijk had hij een grote invloed op de vormgeving van de rechtsherstelwetgeving die na de oorlog nodig was.
Na terugkomst in Nederland werd Eggens in 1946 aangesteld als hoogleraar burgerlijk recht aan de Indologische faculteit van de Universiteit Utrecht, een post die hij tot 1954 bekleedde. Dit hoogleraarschap combineerde hij met een functie als advocaat-generaal bij de Hoge Raad van 1950 tot 1958. In 1953 werd hij benoemd tot lid van de KNAW, om vervolgens in 1954 gevraagd te worden als lid van het ‘driemanschap’ dat na de dood van Meijers het nieuwe Burgerlijk Wetboek ontwierp. De samenwerking met de andere leden (Jan Drion en Frits de Jong) verliep, mede door Eggens' dominante karakter, niet altijd gemakkelijk. In 1958, een jaar na zijn aanstelling als hoogleraar in het burgerlijk recht, industrieel eigendom en burgerlijk procesrecht aan de Universiteit van Amsterdam (als opvolger van de omgekomen Marcel Henri Bregstein), werd Eggens in zijn functie als wetsontwerper dan ook vervangen door Geert de Grooth. De laatste jaren van zijn werkzame leven werkte hij in Amsterdam, totdat hij in 1964, drie jaar na zijn wettelijk gedwongen pensionering, door ziekte kwam te overlijden.

## Methodologische invloed
Eggens' methode is gefundeerd op het gedachtegoed van de Duitse filosoof Hegel. Dit komt naar voren in de vele verwijzingen die Eggens in zijn werk maakt naar het concept van de vrijheid. Ook blijkt dit uit zijn dialectische benadering van het recht. Deze benadering gaat ervan uit dat een organisme (zoals het recht) altijd een eenheid vormt en zich dus niet in losse stukken, of organen, laat beschrijven. Deze organen staan immers met elkaar in verbinding en zijn alleen maar organen omdat ze binnen een eenheid functioneren. De samenhangende organen vormen een eenheid die altijd in beweging is.
Eggens' methodologische invloed bestaat er uit dit gedachtegoed te hebben toegepast op het privaatrecht. Tot in de twintigste eeuw benaderde men in Nederland het recht op een abstracte, scheidende manier. Dit betekende dat juridische grondbegrippen als overeenkomst en huwelijk geheel op zichzelf stonden. Zo konden aan het huwelijk eigenschappen toegekend worden die niets te maken hadden met de overeenkomst. De methode van Eggens zorgde hier voor een revolutie; hij liet zien dat leerstukken met elkaar in verband gebracht moesten worden. Zo is de gangbare gedachte nu geworden dat het leerstuk van het huwelijk niet los gezien kan worden van het leerstuk van de overeenkomst. Eggens wilde elk leerstuk en elke norm als deel van een groter geheel zien. Dat leidt er praktisch gezien toe dat elke concrete norm getoetst moet worden aan het grotere principe van gerechtigheid. Daarmee zette Eggens de deur open naar de normatieve uitleg van rechtshandelingen en een grotere invloed van de redelijkheid en billijkheid.
Eggens was zó overtuigd van de Hegeliaanse methode dat hij meende dat alle goede dingen die hij zei aan Hegel ontleend waren. Tegenwoordig houdt men het er op dat hij precies even goede dingen gezegd zou hebben als Hegel nooit bestaan zou hebben.

## Betekenis voor de rechtswetenschap
Eggens heeft met zijn denken grote invloed gehad op het huidige Nederlandse recht. In algemene zin heeft hij, samen met Paul Scholten, bijgedragen aan het beginsel dat elke regel of uitspraak moet beantwoorden aan de gerechtigheid. Waar Scholten dit uitgangspunt baseerde op zijn Christelijke idealen, leidde Eggens het af uit zijn Hegeliaanse methode.
Deze methode is waarschijnlijk de grootste nalatenschap van Eggens. Tegenwoordig zijn door Eggens gepropageerde elementen van het rechtssysteem als open normen en flexibele uitlegmethoden gemeengoed geworden.
Belangrijke concrete leerstukken die door Eggens' denkwijze beïnvloed zijn, zijn die aangaande de rechtsgevolgen van nietigheid en de analoge interpretatie van rechtsregels.

## Vandaag de dag
Vandaag de dag leeft de naam van Eggens voort in Pleitgenootschap Eggens, dat is opgericht door studenten van de Universiteit Utrecht. Ook heeft de Universiteit van Amsterdam haar Instituut voor Postacademisch Onderwijs naar hem vernoemd.

## Publicaties
Verschillende juridische werken en artikelen (zie de bibliografie van J.M. Smits, in: Eggens Bundel (1998)).